# Bod
Bod is een Roemeense gemeente in het district Brașov.

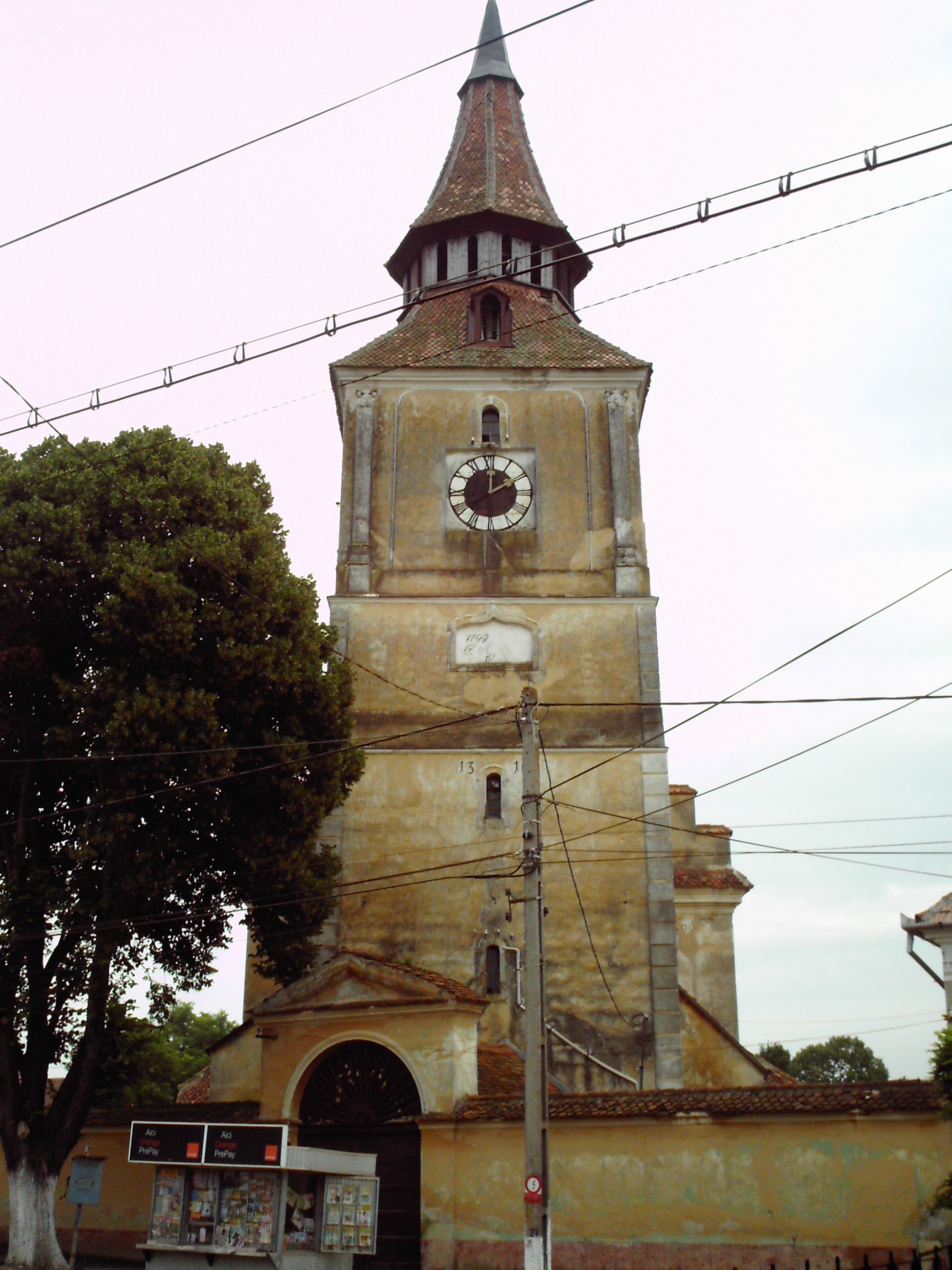
Bod

Bod telt 4173 inwoners.